# Церква Преображення Господнього (Ворзель)
Церква Преображення Господнього (місцева назва: Преображенська церква) — чинна мурована церква у Ворзелі на честь Преображення Господнього. Належить до Бучанського благочиння Київської єпархії Православної церкви України. Престольне свято — 19 серпня.
Церква була освячена 11 грудня 2010 року Святійшим Патріархом Київським і всієї Руси-України Філаретом. Вона має багатий іконостас.

## Історія
Церква збудована протягом 2008—2010 років і освячений 11 грудня 2010. Освятив церкву Святійший Філарет, Патріарх Київський і всієї Руси-України. Його Святості співслужили: настоятель церкви митрофорний протоієрей Микола Волосянський, благочинний Києво-Святошинського району митрофорний протоієрей Василь Чупровський, благочинний Броварського району протоієрей Михайло Лисюк та духовенство Києво-Святошинського району.
Після Божественної Літургії Патріарх Філарет нагородив настоятеля церкви прот. Миколая Волосянського — орденом святого Володимира Великого ІІІ ступеня, а також було вручив ще 27 орденів і 6 Благословенних Патріарших грамот жертводавцям і найактивнішим парафіянам:
- Орден Христа Спасителя отримав Володимир Кирилюк .
- Орден Архістратига Михаїла — Андрій Липовецький.
- Орден князя Володимира отримали Олег Смолянчук, Данило Волинець.
- Орден Миколи Чудотворця — Ярослав Маринович, Олександр Кубечко, Сергій Санченко, Андрій Бомко, Олег Назаренко, Іван Булеца.
- Орден Юрія Переможця — Юрій Кириченко.
- Орден Святої Великомучениці Варвари — Людмила Кирилюк, Валентина Шольце, Антоніна Мегедь, Жанна Чемерис, Ніна Кушніренко, Ліда Голубєва, Марія Насіковська, Ліда Салозгорська, Анна Чичук, Ольга Желомко, Марія Семка, Ніна Веселюк, Валентина Басенко, Людмила Лазебна, Олімпіада Горбатюк.
- Патріарші Благословенні Грамоти отримали: Олег Овеченко, Людмила Калістратенко, Надія Денисенко, Марія Остринська, Анатолій Панченко[4].

## Парафія
Навколо церкви об'єднана Свято-Преображенська парафія Православної церкви України. 
Адреса: смт. Ворзель, вул. Кірова, 17. 
Настоятель церкви — протоієрей
Василь Комарницький.

## Виноски
1. ↑  Храм Преображення Господнього. с.м.т. Ворзель. Архів оригіналу за 22 листопада 2022. Процитовано 22 листопада 2022. [Архівовано 2022-11-22 у Wayback Machine.]
2. 1 2  Філарет приїде до Ворзеля: святкування 25-річчя парафії та освячення розпису храму Преображення Господнього. Архів оригіналу за 25 грудня 2016. Процитовано 24 грудня 2016. [Архівовано 2016-12-25 у Wayback Machine.]
3. ↑  Храмове свято у Ворзелі
4. ↑  http://www.imounr.org.ua/?p=15720